# Antonino Paternò del Toscano

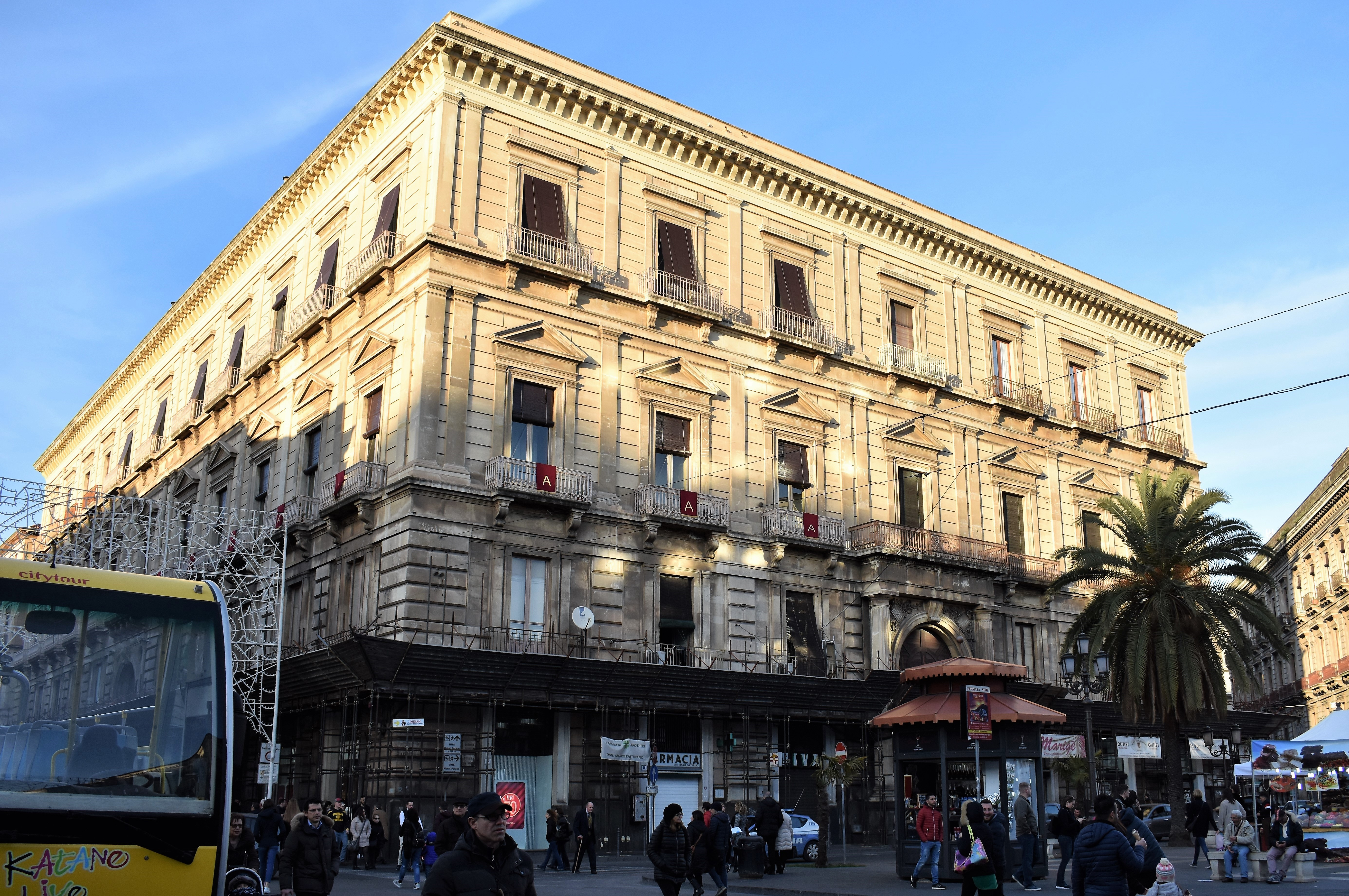
Palazzo del Toscano, Catania, Sicilië

Antonino Paternò e Paternò del Toscano (Catania, 27 januari 1827 – Napels, 6 mei 1893) was een Siciliaanse edelman in het koninkrijk der Beide Siciliën. Hij steunde het Bourbonregime en werd, na de eenmaking van Italië, burgemeester van Catania.

## Levensloop
Paternò was een zoon van Giambattista Paternò, baron van Schisò in Giardini-Naxos in de provincie Messina, en van Giuseppa Paternò e Asmundo. Paternò stond bekend als iemand die loyaal stond tegenover het Bourbonregime in de Beide Siciliën. 
Paternò diende koning Ferdinand II als kamerheer in diens hofhouding. In 1858 kende koning Ferdinand II hem de titel toe van markies van Toscane. Dit was een hoge onderscheiding; Ferdinand II droeg zelf de titel van grootprins van Toscane. Paternò mocht voortaan ‘del Toscano’ aan zijn naam toevoegen. Nog in het jaar 1858 kocht hij het stadspaleis in Catania van de familie van baron Tedeschi Bonadies. Het ging om een 18e-eeuws paleis waarvan de constructie niet verder dan de eerste verdieping was geraakt.
In 1860-1861 hield het koninkrijk der Beide Siciliën op te bestaan. Sicilië en Napels gingen op in het jonge koninkrijk Italië.
Circa 1870 liet Paternò zijn paleis uitbouwen volgens plannen van de Milanese architect Errico Alvino. Het volgde de stijl van Milanese paleizen, die neorenaissance was. Het paleis werd Palazzo del Toscano genoemd.
Paternò maakte, ondanks zijn politiek verleden, carrière in de gemeentepolitiek van de stad Catania. Zo was hij burgemeester van 1871 tot 1873 en van 1878 tot 1879.